# Microhyle leopardella
Microhyle leopardella là một loài bướm đêm thuộc phân họ Arctiinae, họ Erebidae.